# Villa Stuck
La Villa von Stuck si trova a Monaco di Baviera nel quartiere di Bogenhausen. Dal 1992 è stata aperta al pubblico come museo. Qui si possono ammirare l'abitazione storica e l'atelier dell'artista monacense Franz von Stuck (1863–1928). Sia la Villa stessa come anche l'arredamento furono tutti disegnati dall'artista. Il museo è oggi un grande Gesamtkunstwerk delle opere Liberty classicheggianti di questo artista di origine umile che fu elevato al rango di conte per le sue doti artistiche.
La Villa neoclassica fu costruita sulla Prinzregentenstraße (n. 60) negli anni 1897/98, quando von Stuck era trentacinquenne.
Dimora assai sontuosa, la villa comprende stanze di abitazione privata come pure sale di rappresentanza (salone di ricevimento, sala da musica, boudoir, biblioteca, salotto per le dame, fumoir ecc.) e inoltre l'atelier del pittore. Mentre la bianca, lineare ed elegante facciata, con le sue colonne doriche, rimanda alla severa sobrietà dell'arte classica, nell'interno le decorazioni, le sculture, le tappezzerie e il mobilio fondono in una sintesi raffinata elementi diversi ispirati all'arte antica, ai Bizantini, all'Oriente e al Rinascimento italiano, tuttavia con una personale e unificatrice reinterpretazione, da parte dell'artista, che tiene conto degli sviluppi e delle più importanti linee di tendenza del tardo Ottocento.
Von Stuck adornò la dimora con pregevoli copie di sculture famose, come ad es. la cosiddetta Medusa Rondanini (originale alla Glyptotheck di Monaco), oppure la celebre Venere de' Medici (originale agli Uffizi). Vi si trova anche la copia di un autoritratto di von Stuck (anche di questo dipinto l'originale si trova agli Uffizi) e soprattutto è notevole una sorta di altare pagano, realizzato espressamente dall'artista, con marmi e nicchie a mosaici dorati, sovrastato dal più celebre dei suoi dipinti (Die Sünde - "Il peccato", 1893), che suscitò grande scalpore all'epoca della sua prima esposizione a Monaco: circondata da una massiccia cornice dorata, emerge da un fondo scuro una donna nuda (probabilmente Eva) dai capelli bruni e dallo sguardo provocante, quasi ipnotico, avvolta da un enorme serpente.

## Curiosità
- Fra le iscrizioni dorate su fondo scuro, incise sulle pareti della sala da musica, Franz von Stuck fece apporre questa citazione tratta da Il mercante di Venezia di Shakespeare: "L'uomo che non ha in sé un istinto musicale, che non è commosso dall'armonia di dolci suoni, è capace di tradimento, di rapina e di inganno. Non fidarti di un tipo così".
- Il suo celebre quadro Die Sünde ("Il Peccato") approdava 50 anni fa in Italia, come 'pezzo forte' della Mostra "Le Muse inquietanti - I Maestri del Surrealismo" (Torino, Galleria Civica d'Arte Moderna, novembre 1967 - gennaio 1968).